# Hołyszki
Hołyszki (biał. Галышкі; ros. Голышки) – wieś na Białorusi, w obwodzie grodzieńskim, w rejonie wołkowyskim, w sielsowiecie Podorosk, przy drodze republikańskiej P44.
W dwudziestoleciu międzywojennym leżały w Polsce, w województwie białostockim, w powiecie wołkowyskim, w gminie Podorosk.